# Politică externă
Politica externă este politica guvernului unui stat suveran sau autonom privind relațiile și tratatele internaționale.